# Gorgeous Irene
Gorgeous Irene (ゴージャス☆アイリン ?, Gōjasu ☆ Airin) è un manga di Hirohiko Araki che raccoglie dei capitoli one-shot indipendenti pubblicati da Shūeisha nel corso del 1987 sulla rivista Monthly Shōnen Jump. Nel volume si distinguono: una parte incentrata sul personaggio di Irene Lapona, ragazza dagli straordinari poteri psichici, un'altra sulla figura dell'intraprendente B.T., ragazzino delle medie con grande abilità da prestigiatore e una naturale predisposizione da detective, e infine una parte dedicata a due capitoli autoconclusivi: Salutami Virginia dall'ambientazione fantascientifica e Poker Armato, western.
In Italia è stato pubblicato da Star Comics nel dicembre 2001.

## Trama

### Gorgeous Irene
Irene è una normale sedicenne, ma sotto l'innocua apparenza nasconde un grande potere e un'occupazione insolita: l'assassina professionista. Discendente da un'antica famiglia siciliana di sicari, Irene si è ritrovata presto orfana e braccata da bande rivali. Seguite le orme dei familiari, Irene è tuttavia una killer insolita: non chiede compensi in denaro ma giuramenti di amicizia dai suoi committenti, crede a tutto quello che le si dice e inoltre possiede l'insolito potere di poter cambiare personalità e fisico truccandosi. È proprio questa sua ultima particolarità a renderla quasi invincibile: controllo mentale ed agilità fulminante le permettono di confondere avversari ed ipnotizzarli coi passi della sua studiata danse macabre.
Contattata da un giovane di Swing Town, Irene è costretta a fronteggiare la bestiale gigantessa Roper. E, dopo aver trionfato sulla gigantesca donna, a fuggire da una letale donna tatuata, assoldata per uccidere la giovane Lapona.

### Magical B.T.
Il giovane B.T., brillante studente delle medie con il pallino della prestidigitazione, decide di indagare sull'omicidio che vede coinvolta Fuyuko Nakagawa, sua compagna di classe. Ad aiutarlo vi è il suo amico Koichi, ben più timido ed impacciato rispetto a B.T. ma fedele compagno di avventure.
Il soggetto è stato poi protagonista di una miniserie di cinque capitoli, poi raccolti nell'unico volume Magical B.T..

### Salutami Virginia
Il giovane pilota Hiroshi Takemoto della nave spaziale cargo Dillinger sulla rotta Venere-Terra riceva una misteriosa trasmissione che lo avvisa che sulla nave è stata piazzata una bomba. Per dimostrare di dire il vero il terrorista fa prima esplodere un ordigno più piccolo ferendo il giovane, che corre a chiamare il suo superiore, Matt Jackson.
Scoperta la bomba nell'area motori, questi decide di disinnescarla avvalendosi del preciso robot Clyde. Avendo a disposizione poco meno di un'ora e dovendo evitare diversi ostacoli letali, i due riescono infine a far operare il robot sui cavi dell'ordigno.
Infine, disinnescata, non c'è tempo di riposarsi che di nuovo Hiroshi riceva un'altra comunicazione inquietante: il terrorista afferma di essere a bordo, e di voler iniziare a dare la caccia ad Hiroshi. Il giovane, atterrito, dalle affermazioni fatte dall'individuo capisce infine di avere davanti a sé il capitano, spesso annoiato dai lunghi viaggi spaziali.

### Poker Armato
Nel lontano West, Don Peckinpah è un ricercato la cui taglia fa gola a molti pistoleri, al punto che questi non si fanno scrupolo di aggredirlo nel sonno, dal barbiere o al saloon.
Un giorno finisce per incontrare un altro criminale, anche lui imbattibile con la pistola, Mike Harper. I due iniziano a giocare a poker sotto lo sguardo vigile di tutti gli avventori del locale.
Per rendere più interessante il gioco, i due finiscono per puntare le proprie pistole, rischiando così in caso di perdita anche la vita.
Messo alle strette, Peckinpah decide di barare e usare un poker di regine falso; ma altrettanto fa Harper e così i due, entrambi bari, finiscono per puntarsi contro le armi. Della confusione approfitta un povero mendico prima allontanato dai due che con una molotov uccide entrambi diventando un ricco sceriffo. È lui poi a raccontare la storia.

## Manga
| Nº | Titolo italiano Giapponese 「Kanji」 - Rōmaji | Data di prima pubblicazione | Data di prima pubblicazione |
| Nº | Titolo italiano Giapponese 「Kanji」 - Rōmaji | Giapponese                  | Italiano                    |
| 1  | Gorgeous Irene 「ゴージャス☆アイリン」 - Gōjasu ☆ Airin                                                                                               | 1987                        | dicembre 2001               |
| 1  | Capitoli - Gorgeous Irene: La villa della gigantessa - Gorgeous Irene: Una ragazzina nei bassifondi - Magical B.T. - Salutami Virginia - Poker Armato |                             |                             |